# بخش سونسوال
بخش سونسوال (به سوئدی: Sundsvalls kommun) (تلفظ سوئدی: [²sɵnsval] ()) یک ناحیه شهری در سوئد است که در شهرستان وسترنورلاند واقع شده‌است.